# Feastables
Feastables LLC, ⓘ (também conhecida como MrBeast Feastables), é uma marca de doces e chocolates norte-americana criada e fundada pelo YouTuber Jimmy Donaldson, mais conhecido na internet como MrBeast . Em janeiro de 2022, o Youtuber anunciou a criação da empresa, que lançou com marca própria de barras de chocolate denominada “MrBeast Bars”.

## História

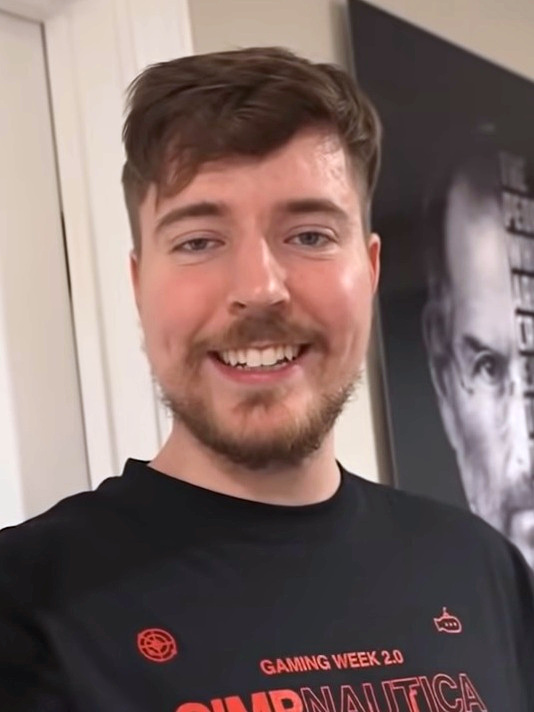
O fundador do Festables, Jimmy Donaldson, em 2021

Em 2021, Jimmy recrutou o empresario Jim Murray, que havia sido presidente da empresa de barras proteicas Rxbar, para ajudá-lo a fundar a empresa. Mais tarde Murray tornou-se cofundador e atual CEO da empresa.
Na fundação, a marca vendia três sabores diferentes de chocolates, “Original”, “Amêndoa” e “Quinoa Crocante”.
Como uma forma de marketing, durante o lançamento da marca foi produzida uma campanha de sorteios valendo mais com mais de US$ 1 milhões em prêmios, incluindo 10 bilhetes que dariam a chance do participante de aparecer em um vídeo do MrBeast competindo por uma fábrica de chocolate, fazendo uma referência ao livro e filme "Uma fantástica fabrica de chocolate".
O vídeo da competição foi lançado no Youtube em junho de 2022, e continha inúmeros desafios a serem cumpridos pelos vencedores da promoção, onde o vencedor levaria a fábrica de chocolate da empresa, uma grande produção contendo várias participações especiais como do cozinheiro Gordon Ramsay, onde ele era jurado do último desafio do vídeo, e dos comedores competitivos, Matt Stonie e Joey Chestnut No final, o vencedor da premiação escolheu ficar com o prêmio de US$ 500.000 ao invés da fabrica devido ao custo de manutenção da mesma, onde o Jimmy comentou de forma jocosa em seu vídeo que custaria cerca de US$100.000 ao ano para mantê-la.
Em 2 de fevereiro de 2022, a Feastables anunciou parcerias com as marcas de acessórios de informática Turtle Beach e Roccat para fornecer prêmios para os sorteios de lançamento. A empresa relatou que faturaram cerca de US$ 10 milhões em seus primeiros meses de operação.
Em 3 de março de 2023, Jimmy pediu aos fãs no X que "arrumassem a apresentação" dos doces nas prateleiras das lojas onde a marca Feastables era vendida. Com a marca oferecendo um sorteio de US$5.000 para os fãs que os ajudassem. Os tweets do Jimmy geraram muitas críticas negativas e acusações de exploração de trabalho, pois a Feastables estava explorando os fãs do MrBeast a fazendo trabalho não remunerado.
Em 7 de abril de 2023, Feastables lançou uma linha de doces do apresentador Karl Jacobs intitulada "Karl Gummies", conhecido por ser um dos apresentadores secundários do canal MrBeast.
Inicialmente disponível apenas em supermercados do Walmart americano, a partir de maio de 2023 a Feastables tornou-se disponível nas lojas 7-Eleven, e em várias outras lojas varejistas norte-americanas, como os mercados ACME, Star Market e Target

## Comercialização em outros países
Em julho de 2023, Jimmy anunciou que a marca seria lançada no Reino Unido em todas as unidades de supermercados os Asda e SPAR . se expandindo para outros países como Austrália e Nova Zelândia  e em outubro acabaria por chegar no continente Africano, sendo o primeiro país a África do Sul, com a marca ficando disponível nas lojas Makro e Game, de propriedade do Walmart, em todo o país.
Jimmy haveria comentado em um vídeo de 2024 sobre a possibilidade da marca se expandir para outros países ao redor do mundo ainda não há nenhuma previsão para a chegada da marca em países da America do Sul (incluindo o Brasil), sendo possível comprar apenas por importadores e de forma não oficial.

## Parcerias e reestruturação
Em 2 de outubro de 2023, MrBeast anunciou que Feastables havia feito uma parceira  com o time de futebol americano Charlotte Hornets para estrear a reformulação da marca e se tornar patrocinador do time, com a nova logo da empresa aparecendo na camisa do time nas temporadas de 2023–24 da NBA .
Em fevereiro de 2024, a marca foi reestruturada e passou a possuir uma nova logomarca, aparecendo nas novas embalagens e com alteração na receita original das barras. O nome "MrBeast Bar" foi abandonado e a barra "Deez Nutz", cujo nome tinha conotação sexual, foi renomeada para "Manteiga de Amendoim" (Peanut Butter).

## Produtos

### Feastables
- Chocolate Original[26]
- Sal marinho com chocolate[27]
- Chocolate de Quinoa Crocante[26]
- Chocolate ao Leite[14]
- Chocolate ao leite Crocante[28]

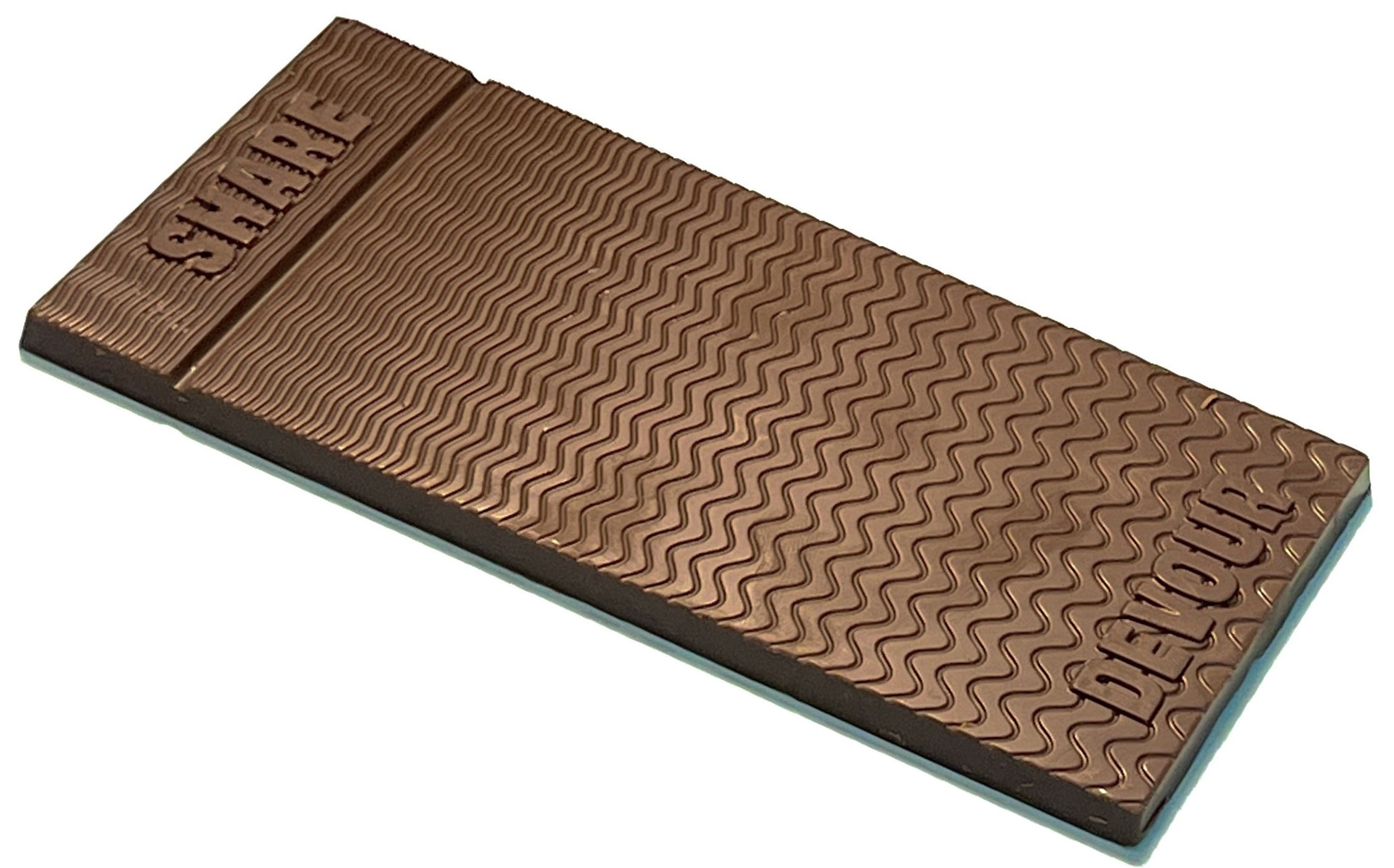
Uma barra Feastables antes da modificação de 2024

- Manteiga de amendoim (antiga Deez Nutz)[29][30]
- Chocolate De Amêndoa[26]
- Biscoitos Corpse e chocolate cremoso[31]

### Biscoitos MrBeast
- Chips de Chocolate[29]
- Gotas de Chocolate Duplo
- Manteiga de Amendoim com Pedaços de Chocolate[32]
- Aveia com Passas

### Karl Gummies
- Maçã Verde Azeda[33]
- Mirtilo Azedo[33]
- Uva Azeda